# Дерменджи, Абдулла Ибраимович
Абдулла́ Ибраи́мович Дерменджи́ (крымскотат. Abdulla İbraim oglu Dermenci, Абдулла Ибраим огълу Дерменджи; 14 апреля 1905, Кекенеиз, Таврическая губерния — 31 января 1976) — крымскотатарский писатель, журналист, переводчик и литературный критик. Член Союза писателей СССР (1934).

## Биография
Родился 14 апреля 1905 года в деревне Кикенеиз (ныне с. Оползневое) Дерекойской волости Ялтинского уезда Таврической губернии[1]. Окончил сельскую школу в 1921—1926 годах, затем учился в Ялтинском педагогическом техникуме, после чего поступил в Крымский педагогический институт. После получения педагогического образования окончил курсы при Московском институте журналистики. С 1927 года работал в редакции молодёжной крымскотатарской газеты «Яш къувет» на основе которой были созданы 2 кружка: Первый, кружок талантливой молодёжи, был создан Абдуллой Дерменджи; второй, "Эдебият Джемиети", был создан под руководством Мамут Недима. В эти кружки входили такие личности как: Шамиль Алядин, Махмуд Сулейман, Зиядин Джавтобели, Осман Амит, Амди Алим и д.р. На протяжении этого периода он также работал редактором детского журнала «Яш ленинджилер», далее редактором Бахчисарайской районной газеты «Большевик ёлу».
С 1930 по 1934 год Дерменджи, а также писатель Джемиль Сейдамет в месте с руководителем Крымского издательства Бочаговым А.К. участвовали в создании КАППа (Кымская ассоциация пролетарских писателей). В 1934 году избран делегатом первого съезда Союза писателей СССР. В 1934—1937 годах работал литературным сотрудником, заведующим отделом, заместителем редактора газеты «Енъи дунья».
В 1937-1938 годах подвергся Сталинским репрессиям, как враг народа. Находясь в тюрьме 19 месяцев он теряет своего девятимесячного сына Энвера, который умер оn голода и болезни. Затем он был освобождён и оправдан судом. В 1938—1940 годах  был назначен главным редактором крымскотатарских передач в Крымском радиокомитете[1].
Был освобождён от обязательного служения в армии по причине болезни тазобедренного сустава, но несмотря на это попросился добровольцем на войну. Был отправлен старшиной во второй механизированный полк. Учитывая его боевые заслуги, его переводят в запасной полк политическим заместителем ротного командира. В рядах сапёров он участвует в Керченской десантной операции в 1942 году. 14 января этого года, получив ранение в руку, его отправляют на лечение в госпиталь. На протяжении лечения, узнав что он опытный журналист и писатель, его направляют в 61-ю дивизию, работать в дивизионной газете, "Знамя победы", литературным сотрудником. Также на протяжении войны он вёл личный дневник, ставший основой для написания литературного портрета "Абдулла Дерменджи" Джемиль Сейдаметом.
После повторного ранения его отправили в Кисловодский госпиталь. Там, с ранением ноги, он пролежал вплоть до 29 апреля 1944 года, после чего вернулся домой инвалидом 2-й группы. По приезде он обнаружил, что его жена Сельме и дочь Линяре были депортированы в город Янгиюль Узбекской ССР. В 1957—1968 годах — ответственный секретарь, затем заместитель редактора газеты «Ленин байрагъы»[1].
Умер в 1976 году 31 января в Ташкенте, похоронен рядом с композитором Ягъя Шерфединовым на кладбище "Минор".

## Семья
- Жена — Сельме Муратова, уроженка Бахчисарая, (род. 28 марта 1909 г.)
- Старшая дочь — Линяре  Дерменджи, (род.6 февраля 1930 г.) в Симферополе. Дата смерти 1 августа 2021 г.
- Средняя дочь — Гульнар  Дерменджи, (род. 5 июня 1947 г.) Янгиюльский район Ташкентской области.
- Младшая дочь — Гульзар  Дерменджи (род. 13 февраля 1949) Янгиюльский район Ташкентской области[1].
- Сын — Энвер Дерменджи (род. 1938 г.) умер в этом же году в 9-ти месячном возрасте

## Творческое наследие

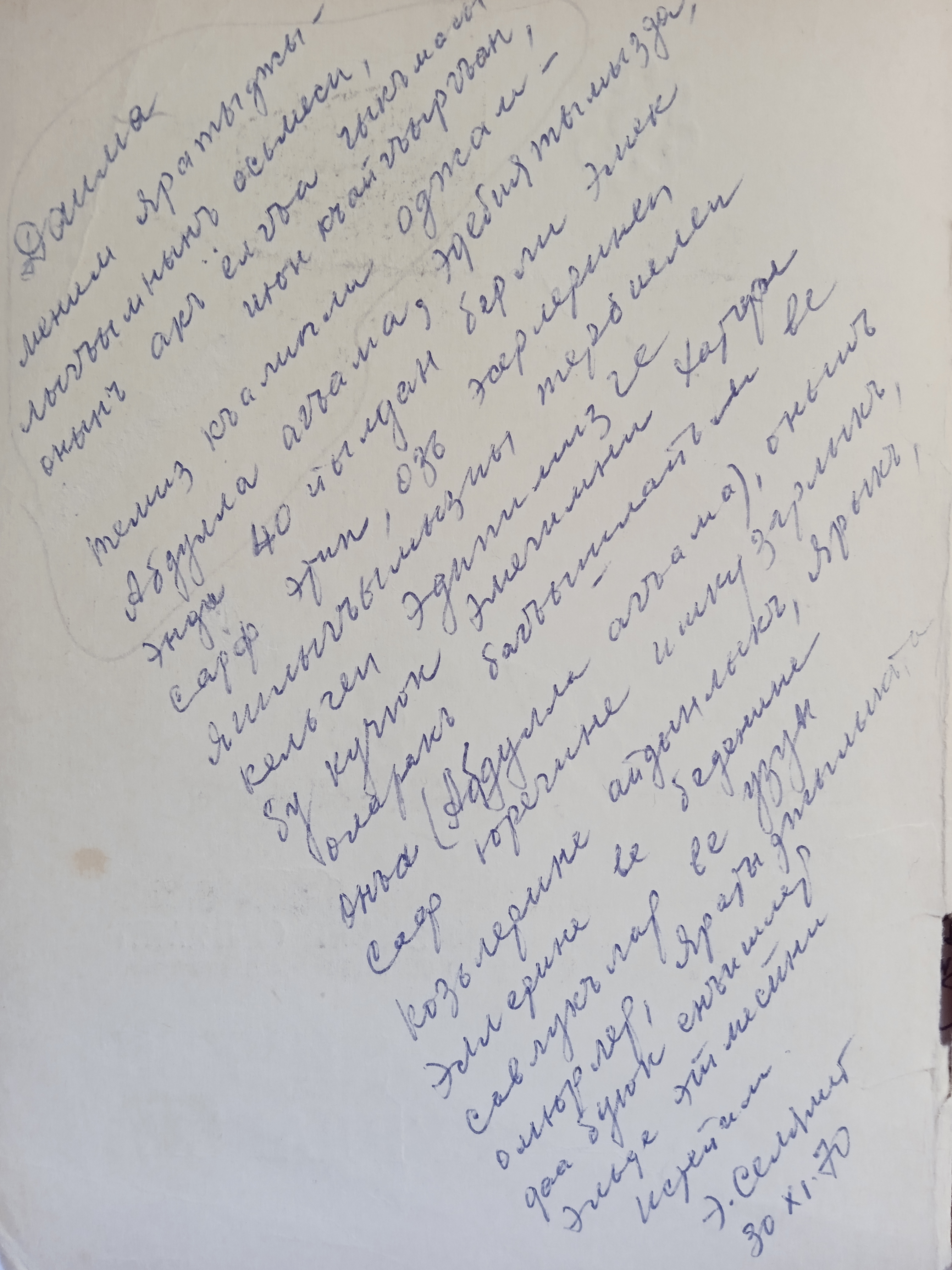
Энвер Селямет, письмо учителю

Абдулла Дерменджи — прозаик, журналист, литературный критик, автор ряда книг и публикаций разного жанра: рассказов, критических статей, рецензий, переводов.
"Будучи учителем с чистым сердцем, он неустанно следил за моим творчеством, направляя по верному пути. Вот уже 40 лет как писатель-критик он своими произведениями воспитывает молодое поколение писателей" 1970 г. писатель Энвер селямет перевод фрагмента письма.
Абдулла Дерменджи воспитывал в подрастающем поколении любовь к литературе, по-отечески помогал и направлял писателей в литературном творчестве. Своим неустанным трудом обогащал национальную литературу и терпеливо выводил на литературный уровень молодых писателей, строго следя за стилем, содержанием, формой и проблематикой произведений. Давал объективную оценку творчеству крымскотатарских писателей в написании истории литературы.
Писатель Айдер Осман отмечал: "Абдулла Дерменджи давно умер. Теперь наши работы никто, подобно ему, с большим вниманием не проверяет. Он хорошо знал теорию и историю литературы, вырос на этом поприще, и был человеком который мысли и чувства умел выражать на чистом литературном языке."  перевод фрагмента статьи  в газете "Енъы дюнья" 9 июня, 1985 г.
Таким образом, помимо написания собственных произведений, перевода текстов и работы в газетном издании, Дерменджи также помогал многим писателям-современникам продвинуться в этом деле, за что те в свою очередь выражали ему благодарность в рукописных подписях к своим книгам, которые в последствии ему дарили.

## Сочинения
- Пролетар эдебияты ичюн куреш: Эдебий тенкъид: (Борьба за пролетарскую литературу: Литературная критика). — Симферополь, 1930.
- Кечид девринде (В переходный период) — Симферополь, 1930.
- Поэзиямыз акъакъында фикирлер (Размышления о поэзии). — Симферополь, 1936.
- Аят ёлунен (Дорогой жизни: Литературно-критические статьи). — Ташкент, 1973.
- Чайырлар: дестек (Чайыры: повесть)  — Симферополь, 1933.
- Замандашлар: икяелер (Современники: расказы)  — Ташкент, 1971.
- Сайлама эсерлер (Избранные произведения) — Ташкент, 1972.
- Аят дестаны: икяелер (Роман жизни: рассказы) — Ташкент, 1970.
- Баш эгмегенлер: дестек (Непокорившиеся: повесть) — Ташкент, 1979.
- Ветанымсынъ къырым: тенкъидий макъале ве очерклер (Родина моя Крым: литературная критика и очерки) — Симферополь, 2009.
- Къырым бизим диярымыз: тенкъидий макъале ве очерклер (Крым наш край: литературная критика и очерки) — Симферополь 2017.

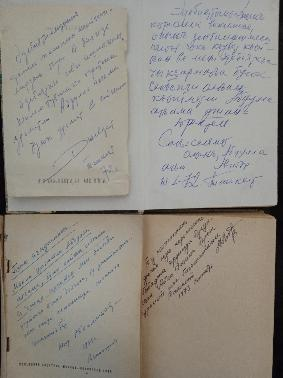
подписи к подаренным Абдулле Дерменджи книгам.

## Награды
- Медаль «За боевые заслуги» (31 декабря 1943)[2]
- За оборону Кавказа
- За победу над Германией
- Заслуженный работник культуры